# ルー・ホード
ルー・ホード（Lew Hoad, 1934年11月23日 - 1994年7月3日）は、オーストラリア・シドニー出身の男子テニス選手。主に1950年代に活躍し、4大大会で男子シングルス4勝・男子ダブルス8勝・混合ダブルス1勝を挙げ、通算「13勝」を獲得した。フルネームは Lewis Alan Hoad （ルイス・アラン・ホード）という。

## 来歴
ルー・ホードとケン・ローズウォール（1934年11月2日生まれ）は同じ年で、ローズウォールが3週間早く生まれた。テニス経歴の初期から幼なじみだった2人は、まず1953年に全豪選手権、全仏選手権、ウィンブルドン選手権の男子ダブルスで3連勝を達成する。ローズウォールはこの年からシングルスでも勝ち始め、全豪選手権と全仏選手権では単複2冠を獲得した。1954年、ホードは全仏選手権の混合ダブルスでモーリーン・コノリー（アメリカ）とペアを組み、唯一の混合ダブルスタイトルをここで獲得した。
ホードのシングルス成績は、1956年に最盛期を迎える。この年、ホードは全豪選手権、全仏選手権、ウィンブルドン選手権で4大大会3連勝を果たした。年間最終戦の全米選手権でも決勝に勝ち進んだが、ここではダブルス・パートナーの親友ローズウォールに敗れてしまい、1938年のドン・バッジ（1915年 - 2000年）以来の「年間グランドスラム」を逃した。この大会で、ホードとローズウォールのペアは男子ダブルスですべての4大タイトルを獲得する「キャリア・グランドスラム」を達成した。（ホード＆ローズウォール組の4大大会ダブルス優勝：全豪2勝、全仏1勝、ウィンブルドン2勝、全米1勝＝総計6勝）男子テニスの歴史を通じて、同一ペアですべての4大大会男子ダブルス・タイトルを獲得した組は6組だけであるが、ホード＆ローズウォール組はその1つに数えられる。1957年にウィンブルドン選手権で大会2連覇を達成した後、ホードはローズウォールと一緒にプロテニス選手に転向した。
当時の4大大会は出場資格がアマチュア選手に限定されており、プロ選手たちには別のトーナメント群があった。プロ選手たちは戦いの場を「全仏プロテニス選手権」（French Pro）／「全米プロテニス選手権」（US Pro）／「ウェンブリー・ワールド・プロテニス選手権」（Wembley World Pro）に移していく。1968年にテニス界が「オープン化」という措置を取り、プロテニス選手の4大大会出場を解禁するまで、現在とは違うシステムのもとで競技が行われていた。ホードはプロ選手に転向後も、様々な往年の名選手たちを相手に果敢な挑戦を続けたが、背中の故障のため1960年代にプロテニスツアーから退いた。1968年に「オープン化」措置が実施された後、ホードは1968年・1970年・1972年の「全仏オープン」とウィンブルドン選手権に出場した。彼の断続的な再挑戦の成績は、1970年全仏オープンの4回戦進出が最高成績であった。
ルー・ホードは1954年全豪選手権の女子シングルス準優勝者、ジェニファー・ステーリーと結婚した。1980年、ホードは親友のケン・ローズウォールと一緒に国際テニス殿堂入りを果たす。引退後は妻とともにスペインでテニス・リゾートを経営したが、1994年7月3日に白血病のためスペインで59歳の生涯を閉じた。

## 4大大会優勝
- 全豪選手権　男子シングルス：1勝（1956年）／男子ダブルス：3勝（1953年、1956年、1957年）
- 全仏選手権　男子シングルス：1勝（1956年）／男子ダブルス：1勝（1953年）／混合ダブルス：1勝（1954年）
- ウィンブルドン選手権　男子シングルス：2勝（1956年＆1957年）／男子ダブルス：3勝（1953年、1955年、1956年）　［男子シングルス2連覇］
- 全米選手権　男子ダブルス：1勝（1956年）　［男子シングルス準優勝1度：1956年］

| 年     | 大会                 | 対戦相手             | 試合結果           |
| ------ | -------------------- | -------------------- | ------------------ |
| 1956年 | 全豪選手権           | ケン・ローズウォール | 6-4, 3-6, 6-4, 7-5 |
| 1956年 | 全仏選手権           | スベン・デビッドソン | 6-4, 8-6, 6-3      |
| 1956年 | ウィンブルドン選手権 | ケン・ローズウォール | 6-2, 4-6, 7-5, 6-4 |
| 1957年 | ウィンブルドン選手権 | アシュレー・クーパー | 6-2, 6-1, 6-2      |

### 男子ダブルスの4冠達成ペア
- フランク・セッジマン＆ケン・マグレガー　（ともにオーストラリア、1951年に唯一の「年間グランドスラム」）
- ケン・ローズウォール＆ルー・ホード　（ともにオーストラリア、1953年 → 1956年）
- ロイ・エマーソン＆ニール・フレーザー　（ともにオーストラリア、1959年 → 1962年）
- ジョン・ニューカム＆トニー・ローチ　（ともにオーストラリア、1965年 → 1967年）
- マーク・ウッドフォード＆トッド・ウッドブリッジ　（ともにオーストラリア、1992年 → 2000年）
- ヤッコ・エルティン＆ポール・ハーフース　（ともにオランダ、1994年 → 1998年）
- ボブ・ブライアン＆マイク・ブライアン　（ともにアメリカ、2003年 → 2006年）